# Japan Steel Works
Japan Steel Works, Ltd. (株式会社日本製鋼所, Kabushiki Kaisha Nihon Seikōsho) é uma siderúrgica fundada em Muroran, Hokkaido, Japão em 1907.
A empresa foi criada com investimentos provenientes de empresas do Reino Unido, Vickers, Armstrong Whitworth e Mitsui. Durante a Segunda Guerra Mundial eles fabricaram o maior canhão do mundo, para ser instalado no Yamato. Duzentos trabalhadores perderam a vida na planta da fábrica de Muroran em 1945 por um ataque das Forças Aliadas.

## Produtos
Os processos industriais da Japan Steel Works são considerados como de alto padrão. Eles utilizam o uso de argônio a fim de eliminar impurezas e adicionam manganês, cromo e níquel a fim de tornar o aço mais duro.
Seus serviçoes sempre tem grande demanda pois é um dos cinco fabricantes mundiais de componentes para válvulas de pressão para reatores nucleares. Os outros fabricantes estão localizados 2 na China, 1 na Rússia e 1 na França, porém a Japan Steel Works é a única no mundo que produz em peça única, sem necessidade de soldagem, o que diminui muito o risco de vazamento de radiação.
Outros produtos incluem máquinas para processamento de plástico. Ainda fabricam um número limitado de katanas. Também são responsáveis pelo desenvolvimento do tanque Type 10 e do canhão Type 99, além de artilharia naval.

## Galeria

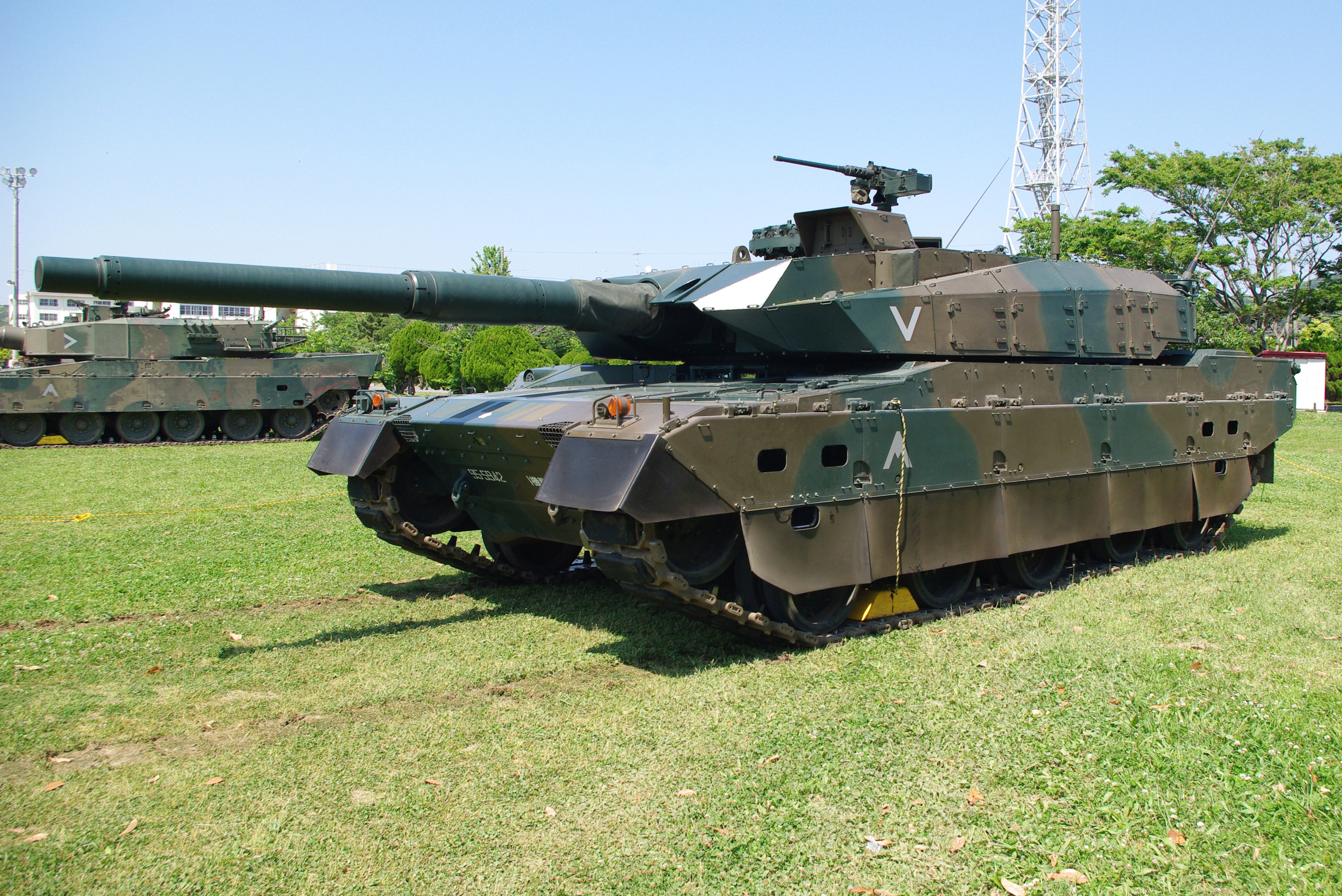
Type 10
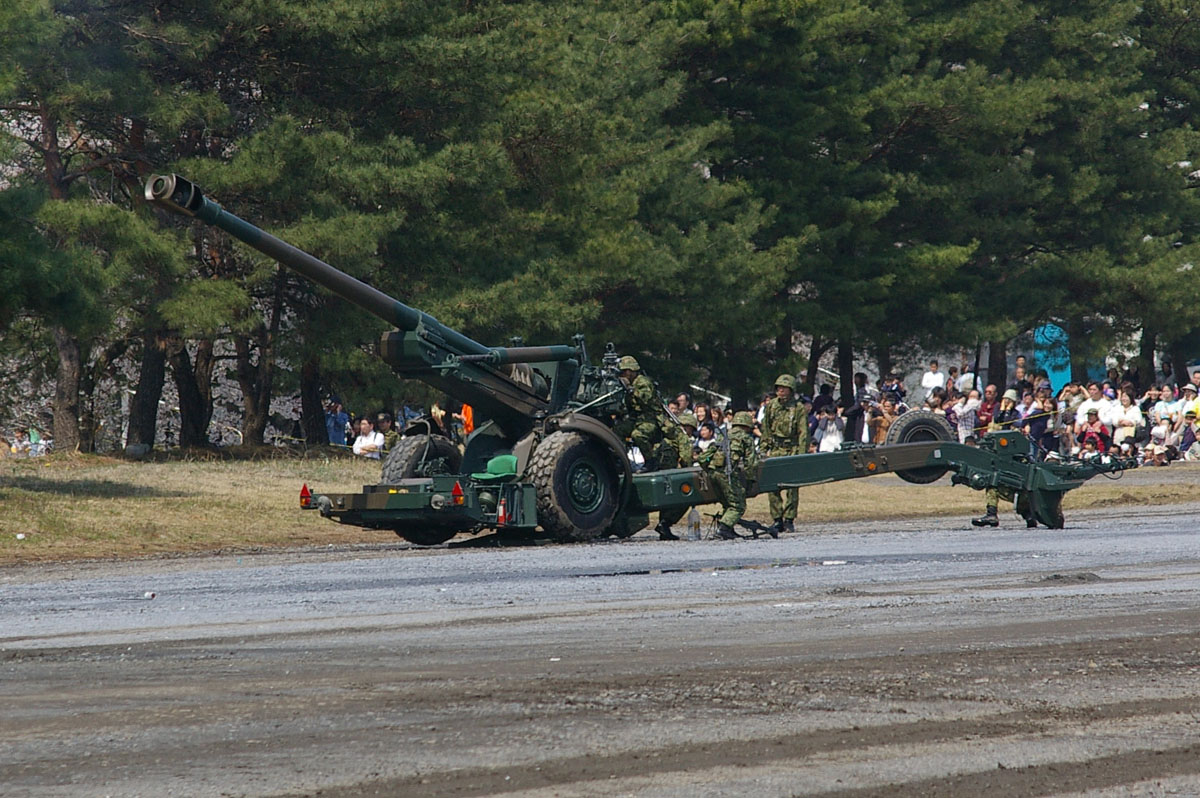
155 mm FH-70